# Miroslav Grujić
Miroslav Grujić (Karlovac, 21. rujna 1906. – Zagreb, 15. veljače 1981.), hrvatski liječnik, traumatološki kirurg, velikan hrvatske kirurgije

## Životopis
Od 1932. do 1945. radio je u civilnoj medicinskoj službi. 
U Karlovcu je radio od 1932. na kirurškom odjelu Gradske bolnice sve do 1935., nakon čega je prešao u Zagreb gdje je djelovao na kirurškom odjelu Zakladne bolnice na Sv. Duhu u Zagrebu. Uslijedila je mobilizacija u JNA i rad u vojnoj kirurgiji. Bio je glavni kirurg Bolnice za reparatornu kirurgiju II. armije u Zagrebu. Tada je od odjela na Kuniščaku u Vlaškoj ulici broj 87 i Voćarskoj cesti broj 106 Glavna vojna bolnica, a na broju 106 bila je ta bolnica za reparatornu kirurgiju (BRK) s odjelima za ortopediju, rehabilitaciju, plastičnu kirurgiju i koštano zglobnu tuberkulozu. Grujić je tu bolnicu vodio od 1947. do 1952. godine.
Poslije demobiliziranja obnašao je dužnost ravnatelja Traumatološke bolnice 23 godine, sve do 1974. godine. Bolnicu je organizirao kao vodeću ustanovu takve vrste ne samo u Hrvatskoj, nego u cijeloj ondašnjoj Jugoslaviji. Od 1960. godine znanstveno obrazuje mlade medicinske kadrove, radeći kao honorarni profesor Medicinskoga fakulteta. Organizator traumatologije u Hrvatskoj.
Grujić je vodeći u nizu velikana koji su obilježili rad zagrebačke Traumatološke bolnice (današnje Klinike za traumatologiju, djeluje u sklopu KBC-a Sestre milosrdnice). Između ostalog, osnovao je 1965. i Hrvatsko traumatološko društvo Hrvatskog liječničkog zbora.
Područje kirurgije kojim se bavio bila je traumatološka kirurgija, gdje se zanimao za sva područja te grane kirurgije. Osobito se bavio politraumatizmom, športskim ozljedama, opeklinama, a za cestovnu traumu je htio da se proglasi epidemijom našega doba.
Izvanredni član HAZU.
U nakladničkom nizu HAZU Spomenica preminulim akademicima u sv. 15 iz 1982. godine prikazan je dr Miroslav Grujić. Izdanje je uredio Drago Ikić.